# Пухтина Гора
Пу́хтина Гора́ — деревня в Фировском районе Тверской области. Входит в состав Великооктябрьского сельского поселения.
Находится в 20 километрах к югу от районного центра посёлка Фирово, на берегу реки Цны. Через деревню проходит межрайонная дорога Великооктябрьский — Трестино — Жданово. 

## История
В 1897 году в селе была построена деревянная Казанская церковь.
В конце XIX — начале XX века село входило в состав Ивано-Дворской волости Осташковского уезда Тверской губернии. В 1859 году в деревне 83 двора, 311 жителей.
С 1929 года деревня являлась центром Пухтино-Горского сельсовета Осташковского района Великолукского округа Западной области, с 1935 года — в составе Фировского района Калининской области, с 1994 года — в составе Великооктябрьского сельского округа, с 2005 года — в составе Великооктябрьского сельского поселения.

## Население
| 1859 | 1889 | 2002 | 2010 |
| ---- | ---- | ---- | ---- |
| 298  | ↗408 | ↘38  | ↘21  |

## Достопримечательности
В деревне есть часовня Казанской иконы Божией Матери (2009).